# Temporada de tifones del Pacífico de 2016
La temporada de tifones del Pacífico de 2016 ha sido el cuarto inicio más reciente de una temporada de tifones en el Pacífico desde que comenzaron los registros confiables. Fue una temporada de promedio, con un total de 26 tormentas nombradas, 13 tifones y seis súpertifones. La temporada estuvo activa durante este 2016, con mayor incidencia entre mayo y octubre. El enfoque de este artículo está limitado para el océano Pacífico al norte del ecuador entre el meridiano 100° este y el meridiano 180°. La primera tormenta nombrada de la temporada, Nepartak, se desarrolló el 3 de julio, mientras que la última tormenta nombrada de la temporada, Nock-ten, se disipó el 28 de noviembre.
El desarrollo de Nepartak fue el segundo último tiempo dentro de una temporada para que se desarrollara la primera tormenta con nombre y terminó un período de 199 días (del 17 de diciembre de 2015 al 3 de julio de 2016) durante el cual ninguna tormenta nombrada estuvo activa en la cuenca. La tormenta tropical Mirinae alcanzó su máxima intensidad al tocar tierra sobre el delta del río Rojo, causando daños muy graves en el norte de Vietnam. A finales de agosto, tres tormentas habían azotado la isla japonesa de Hokkaidō, la mayor cantidad desde 1951. En septiembre, el tifón Meranti alcanzó su máxima intensidad con una presión mínima de 890 hPa, convirtiéndose en uno de los ciclones tropicales más intensos registrados. El tifón Chaba se convirtió en el tifón más fuerte en azotar a Corea del Sur desde 2012. La tormenta tropical Aere y una depresión tropical provocaron las peores inundaciones en Vietnam desde 2011. La última tormenta de la temporada, el tifón Nock-ten, se convirtió en el ciclón tropical más fuerte jamás registrado en todo el mundo en el día de Navidad (25 de diciembre) desde al menos 1960, en términos de vientos máximos sostenidos de 1 minuto.
Dentro del océano Pacífico noroccidental, hay dos agencias quienes de forma separada asignan nombres a los ciclones tropicales de los cuales resultan en un ciclón con dos nombres. La Agencia Meteorológica de Japón nombra un ciclón tropical en el que se basarían en la velocidad de vientos sostenidos en 10 minutos de al menos 65 km/h, en cualquier área de la cuenca. Mientras que el Servicio de Administración Atmosférica, Geofísica y Astronómica de Filipinas (PAGASA) asigna nombres a los ciclones tropicales los cuales se mueven dentro o forma de una depresión tropical en el área de responsabilidad localizados entre 135° E y 115° E y también entre 5°-25° N, sí el ciclón haya tenido un nombre asignado por la Agencia Meteorológica de Japón. Las depresiones tropicales, que son monitoreadas por el Centro Conjunto de Advertencia de Tifones de Estados Unidos, son numerados agregándoles el sufijo "W".

## Pronósticos
| TSR Pronósticos      | Tormentas tropicales | Tifones totales            | CTs Intensas               | ECA      | Ref.  |
| -------------------- | -------------------- | -------------------------- | -------------------------- | -------- | ----- |
| Promedio (1965–2015) | 26                   | 16                         | 9                          | 298      | [ 3 ] |
| 7 de mayo de 2016    | 22                   | 13                         | 6                          | 217      | [ 3 ] |
| 6 de julio de 2016   | 22                   | 13                         | 7                          | 239      | [ 4 ] |
| 8 de agosto de 2016  | 22                   | 13                         | 6                          | 231      | [ 5 ] |
| Otros pronósticos    | Pronóstico central   | Periodo                    | Periodo                    | Ciclones | Ref   |
| 8 de enero de 2016   | PAGASA               | enero–marzo                | enero–marzo                | 1–2      | [ 6 ] |
| 8 de enero de 2016   | PAGASA               | Abril–junio                | Abril–junio                | 1–3      | [ 6 ] |
| 28 de junio de 2016  | CWB                  | 1 de enero–31 de diciembre | 1 de enero–31 de diciembre | 19–23    | [ 7 ] |
| 15 de julio de 2016  | PAGASA               | Julio–septiembre           | Julio–septiembre           | 5–11     | [ 8 ] |
| 15 de julio de 2016  | PAGASA               | Octubre–diciembre          | Octubre–diciembre          | 4–9      | [ 8 ] |
| Temporada 2016       | Pronóstico central   | Ciclones tropicales        | Tormentas tropicales       | Tifones  | Ref.  |
| Actividad actual:    | JMA                  | 51                         | 26                         | 13       |       |
| Actividad actual:    | JTWC                 | 30                         | 26                         | 17       |       |
| Actividad actual:    | PAGASA               | 14                         | 13                         | 9        |       |

Durante el año, varios servicios meteorológicos nacionales y agencias científicas pronostican cuántos ciclones tropicales, tormentas tropicales y tifones se formarán durante una temporada y / o cuántos ciclones tropicales afectarán a un país en particular. Estas agencias incluyeron el Consorcio de Riesgo de Tormentas Tropicales (TSR) del University College de Londres, PAGASA y la Oficina Meteorológica Central de Taiwán. Algunos de los pronósticos tomaron en consideración lo ocurrido en temporadas anteriores y las condiciones de El Niño que se observaron durante el año anterior. El primer pronóstico del año fue publicado por PAGASA durante enero de 2016, dentro de su perspectiva climática estacional para el período enero-junio. La perspectiva señaló que se esperaban de uno a dos ciclones tropicales entre enero y marzo, mientras que se esperaba que uno a tres se desarrollaran o ingresaran al Área de Responsabilidad de Filipinas entre abril y junio.

### Previsiones en la media temporada
Durante marzo, el Observatorio de Hong Kong predijo que la temporada de tifones en Hong Kong sería casi normal, con cuatro a siete ciclones tropicales pasando dentro de los 500 km (310 millas) del territorio en comparación con un promedio de seis, que se revisó a cinco a ocho ciclones tropicales en agosto. El 7 de mayo, Tropical Storm Risk emitió su primer pronóstico para la temporada y predijo que será una temporada tranquila, con 22 tormentas tropicales, 13 tifones y 6 tifones intensos desarrollándose durante el año, mientras que también se pronosticó un índice ACE de 217. Antes de la temporada de lluvias de Tailandia que comienza en mayo, el Departamento Meteorológico de Tailandia predijo que dos ciclones tropicales se moverían cerca de Tailandia durante 2016. Predijeron que existía una alta probabilidad de que el primer ciclón tropical pasara por el norte y el noreste de Tailandia durante agosto o septiembre. Se predijo que el segundo ciclón tropical pasaría por el sur de Tailandia durante octubre y noviembre. El 28 de junio, la Oficina Meteorológica Central de Taiwán predijo que se desarrollarían entre 19 y 23 tormentas tropicales sobre la cuenca, mientras que se esperaba que dos o cuatro sistemas afectaran al propio Taiwán. El 6 de julio, TSR publicó su segundo pronóstico para la temporada. Predijeron principalmente las mismas cifras que el pronóstico anterior, pero elevaron el número de tifones intensos a 7. PAGASA emitió su segundo y último pronóstico para el año el 15 de julio, dentro de su perspectiva climática estacional para el período julio-diciembre. El pronóstico señaló que se esperaban entre cinco y once ciclones tropicales entre julio y septiembre, mientras que se esperaba que cuatro a nueve se desarrollaran o ingresaran al Área de Responsabilidad de Filipinas entre octubre y diciembre. TSR emitió su pronóstico final para la temporada el 8 de agosto, sosteniendo los números de ciclones tropicales, sin embargo, su ACE se redujo ligeramente que el pronóstico anterior.

## Resumen de la temporada

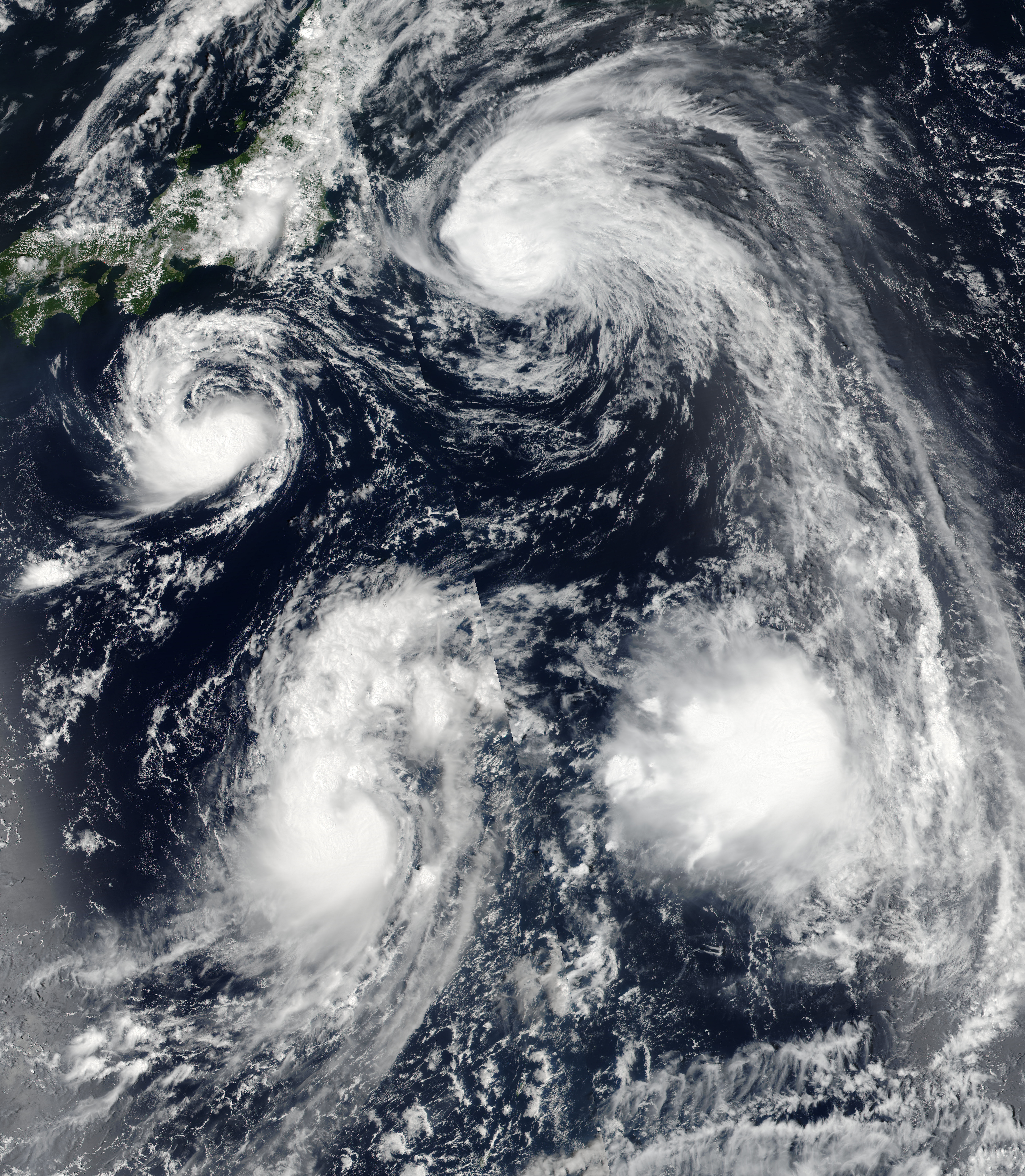
Un trío de tormentas al sureste de Japón el 20 de agosto de 2016; Lionrock (izquierda), Mindulle (abajo a la izquierda) y Kompasu (arriba)

A pesar del comienzo tardío de la temporada, la temporada 2016 fue una temporada normal y activa con un total de 51 depresiones tropicales, de las cuales 26 se convirtieron en tormentas tropicales. Después de cinco meses de inactividad, la primera depresión tropical se desarrolló el 25 de mayo, lo que la convierte en la quinta temporada más reciente para que se forme un sistema. Según los registros existentes, solo otras cuatro temporadas comenzaron más tarde: las temporadas 1973, 1983, 1984 y 1998. La actividad tropical en toda la cuenca se volvió marginalmente favorable para el desarrollo, y durante junio se desarrollaron dos depresiones tropicales. El 3 de julio, Nepartak se convirtió en la primera tormenta tropical con nombre, lo que la convierte en la segunda y última tormenta con nombre registrada. El nombramiento de Nepartak finalizó un período de 199 días (del 17 de diciembre de 2015 al 2 de julio de 2016) durante el cual ninguna tormenta nombrada estuvo activa dentro de la cuenca; este período empató el período de 199 días del 22 de diciembre de 1997 al 8 de julio de 1998. Nepartak alcanzó la intensidad de un súper tifón de categoría 5 antes de tocar tierra en Taiwán y el este de China, causando daños por un total de 1.520 millones de dólares. A finales de julio, la tormenta tropical Mirinae alcanzó su máxima intensidad al tocar tierra sobre el delta del río Rojo en el norte de Vietnam. La tormenta causó daños por un total de 334 millones de dólares en Hainan y Vietnam. Más tarde, Nida alcanzó casi la fuerza de un tifón; afectó a Filipinas, el sur de China y Vietnam, pero su daño fue menor que el de Mirinae. La temporada se volvió más activa en agosto, con 7 tormentas con nombre. Excepto Dianmu, que afectó al sur de China, Indochina, todos los ciclones tropicales de agosto afectaron a Japón y al Lejano Oriente ruso. A fines de agosto, tres tormentas (Chanthu, Lionrock y Kompasu) habían azotado la isla japonesa de Hokkaidō, la mayor cantidad desde 1951. Lionrock fue un ciclón tropical grande, poderoso, de larga duración y errático que causó importantes inundaciones y víctimas en Corea del Norte y Japón a fines de agosto.
En septiembre, el tifón Meranti se convirtió en el tifón más fuerte en términos de presión desde el tifón Megi en 2010, así como en el tifón más fuerte en términos de vientos sostenidos desde el tifón Haiyan en 2013, y el segundo ciclón tropical más fuerte del mundo en 2016, solo detrás del ciclón. Winston, en términos de presión. El tifón Megi alcanzó su máxima intensidad como tifón de categoría 3 al tocar tierra sobre Taiwán. Tanto Meranti como Megi tocaron tierra en Fujian, China, y causaron daños por un total de 3.600 millones de dólares. Rai se convirtió en una tormenta tropical débil antes de tocar tierra en Vietnam, Laos y Tailandia a mediados de septiembre, causando inundaciones y daños moderados. El tifón Malakas afectó a Japón con un total de casi $740 millones en daños como un tifón de categoría 4. A finales de septiembre y principios de octubre, el tifón Chaba alcanzó la intensidad de supertifón de categoría 5 y se convirtió en el ciclón tropical más fuerte que tocó tierra en Corea del Sur desde Sanba en 2012. Chaba también causó 7 muertes en el país. Una depresión tropical se formó al este de la línea internacional de fecha el 3 de octubre y entró en la cuenca antes de convertirse en el tifón Songda. Songda golpeó la región del noroeste del Pacífico de los Estados Unidos y Canadá como un poderoso ciclón extratropical. La severa tormenta tropical Aere afectó partes del sudeste asiático a mediados de octubre, incluida la peor inundación en Vietnam desde 2010, causando daños por un total de 209 millones de dólares. Más tarde, el tifón Sarika se convirtió en un poderoso tifón y afectó a Filipinas, China y Vietnam, causando graves daños e inundaciones en el sur de China.  Después de Sarika, el tifón Haima alcanzó la fuerza de un súper tifón de categoría 5 antes de afectar a Filipinas y China, causando un total de 1,93 mil millones de dólares en daños. Haima fue el ciclón tropical más severo que afectó a Hong Kong en octubre desde 1995. A principios de noviembre, una depresión tropical tocó tierra en el sur de Vietnam y provocó fuertes inundaciones en todo el centro y sur de Vietnam, causando daños moderados. A fines de diciembre, Nock-ten se convirtió en el ciclón tropical navideño más fuerte registrado en cualquier parte del mundo desde al menos 1960 en términos de vientos sostenidos de 1 minuto, antes de impactar a Filipinas.

## Ciclones tropicales

### Depresión tropical Uno-W
Durante el 25 de mayo de 2016, la Depresión Tropical Uno-W se desarrolló sobre el norte del Mar de China Meridional, a unos 600 km (375 millas) al sur de Hong Kong en China. Posteriormente, el sistema se movió hacia el noroeste y se desarrolló un poco más, antes de tocar tierra cerca de Yangjiang en Guangdong, China durante el día siguiente. Posteriormente, el sistema se debilitó rápidamente y degeneró en un área de baja presión durante el 27 de mayo.
El sistema trajo aguaceros y fuertes lluvias al delta del río Perla, incluidas partes de Hong Kong, Macao y la provincia de Guangdong, donde las inundaciones destruyeron un puente y dos personas resultaron heridas. En la terminal de ferry de Macao, dos pasajeros resultaron heridos cuando un barco chocó con la terminal, mientras que no se informaron daños significativos dentro de Hong Kong. Los daños en China fueron de CN¥60 millones (US $9,14 millones).

### Depresión tropical Ambó
Temprano el 26 de junio de 2016, la Agencia Meteorológica de Japón (JMA) y PAGASA informaron que la depresión tropical Ambo se había desarrollado sobre el Mar de Filipinas, a unos 555 km (345 millas) al este de Manila en la isla de Luzón en Filipinas. El sistema estaba ubicado dentro de un entorno que se consideraba favorable para un mayor desarrollo, con una cizalladura vertical del viento baja y un flujo de salida regular. Sin embargo, el amplio centro de circulación de bajo nivel de la depresión se movía rápidamente hacia el noroeste, lo que significaba que el borde sur de la circulación no podía cerrarse y quedaba expuesto. Posteriormente, el sistema tocó tierra en Luzón en Filipinas ese mismo día, donde, según PAGASA, se debilitó rápidamente hasta convertirse en un área de baja presión. Sin embargo, la Agencia Meteorológica de Japón (JMA) continuó monitoreando el sistema como una depresión tropical durante todo el 27 de junio, cuando emergió en un entorno desfavorable para un mayor desarrollo en el Mar de China Meridional. Posteriormente, la depresión tocó tierra en la provincia de Guangdong, antes de que se notara por última vez el 28 de junio, cuando se disipó sobre la tierra.
Se cancelaron varios viajes por mar en la provincia insular filipina de Catanduanes con un total de siete pasajeros, tres cargamentos rodantes y un barco varado en el puerto de Virac.

### Tifón Nepartak (Butchoy)
El 2 de julio de 2016, se formó una depresión tropical a 780 km (485 millas) al sureste del estado de Yap. Al día siguiente, la depresión se convirtió en tormenta tropical, recibiendo el nombre de Nepartak. Para el 4 de julio, la organización aumentó y Nepartak se intensificó hasta convertirse en una tormenta tropical severa.  En ese momento, PAGASA asignó el nombre local de Butchoy al ingresar a su área de responsabilidad. Temprano el 5 de julio, Nepartak comenzó a experimentar una rápida intensificación, alcanzando la fuerza de un tifón. Nepartak pronto alcanzó la intensidad de un súper tifón de categoría 5. Durante el transcurso del 6 de julio, Nepartak alcanzó su máxima intensidad con vientos sostenidos de 205 km/h (125 mph) durante 10 minutos y una presión barométrica mínima de 900 mbar. Nepartak comenzó a debilitarse durante el día siguiente, antes de tocar tierra en la ciudad de Taitung el 8 de julio. Nepartak se debilitó a tormenta tropical cuando tocó tierra por segunda vez en Shishi en Fujian. Nepartak se deterioró rápidamente sobre la tierra y se disipó por completo el 10 de julio.
Dos personas se ahogaron el 7 de julio después de ser arrastradas al mar por fuertes vientos en Taiwán. Un total de siete carreteras importantes también resultaron dañadas en Taiwán. Al menos 10 personas murieron y otras 11 fueron reportadas como desaparecidas en Fujian y Jiangxi. Al menos 3.144 viviendas fueron destruidas y 15.800 hectáreas (39.000 acres) de cultivos resultaron dañadas; las pérdidas económicas totales alcanzaron los 2.200 millones de yenes (320 millones de dólares estadounidenses). En general, Nepartak mató a un total de 86 personas, en su mayoría de la provincia de Fujian, y causó un total de ¥9,99 mil millones (US$1,49 mil millones) de daños.

### Depresión tropical Tres-W
Durante el 14 de julio de 2016, se desarrolló una perturbación tropical a unos 400 km (250 millas) al oeste-noroeste de Guam. En ese momento, la convección atmosférica que rodeaba el sistema se encendía sobre el débil pero en desarrollo centro de circulación de bajo nivel del sistema. Sin embargo, como una dorsal subtropical de alta presión extendió una cantidad significativa de aire seco sobre la perturbación, se evaluó que las condiciones eran marginalmente favorables para un mayor desarrollo del sistema. Durante los días siguientes, el sistema se desarrolló gradualmente a medida que avanzaba hacia el noroeste y fue clasificado como depresión tropical por la Agencia Meteorológica de Japón (JMA) el 15 de julio. Después de que el sistema se consolidó aún más, el Centro Conjunto de Advertencia de Tifones (JTWC) lo clasificó como depresión tropical Tres-W durante el 17 de julio. Sin embargo, el sistema se debilitó durante ese día a medida que avanzaba hacia el polo, a lo largo del borde occidental de la cordillera subtropical de alta presión, hacia un área de creciente cizalladura vertical del viento. Como resultado, el Centro Conjunto de Advertencia de Tifones (JTWC) esperaba que el sistema se disipara rápidamente y emitió su aviso final ese mismo día. Sin embargo, durante los días siguientes, el sistema continuó moviéndose hacia el norte e impactó en las islas Ryukyu, antes de que la Agencia Meteorológica de Japón (JMA) lo notara por última vez el 20 de julio.

### Tormenta tropical Lupit
Durante el 21 de julio de 2016, se desarrolló una perturbación subtropical al final de una vaguada de baja presión en latitudes medias, a unos 775 km (480 millas) al este de Iwo-To. Durante el día siguiente, se desarrolló una convección atmosférica profunda sobre el centro de circulación alargado de bajo nivel del sistema, antes de que la Agencia Meteorológica de Japón (JMA) lo clasificara como depresión tropical el 22 de julio. Durante el día siguiente, a medida que la tormenta avanzaba hacia el norte-noreste alrededor de una cordillera subtropical de alta presión, su estructura mejoró a medida que desarrollaba un núcleo cálido y se consolidaba. El sistema híbrido fue posteriormente clasificado como tormenta tropical Cuatro-W por el Centro Conjunto de Advertencia de Tifones (JTWC) durante el 23 de julio, antes de que la Agencia Meteorológica de Japón (JMA) lo nombrara Lupit ese mismo día. Durante el día siguiente, Lupit alcanzó su punto máximo con vientos sostenidos de 75 km/h (47 mph), ya que pasó por una transición extratropical y adquirió características frontales. Posteriormente, Lupit se convirtió en extratropical durante el 24 de julio, antes de disiparse el 26 de julio, cuando se movió hacia el Mar de Ojotsk.

### Tormenta tropical severa Mirinae
Mirinae se notó por primera vez como una depresión tropical el 25 de julio de 2016, cuando se movió desde la costa oeste de Luzón hacia el Mar de China Meridional, a unos 300 km (185 millas) al este de las Islas Paracel. Al día siguiente, recibió el nombre de Mirinae después de convertirse en tormenta tropical. Posteriormente, Mirinae se debilitó ligeramente cuando tocó tierra ese mismo día, cerca de Wanning y cruzó la isla de Hainan. Se volvió a intensificar al entrar en el Golfo de Tonkin. El sistema alcanzó su máxima intensidad como tormenta tropical severa el 27 de julio, con vientos sostenidos de 95 km/h (59 mph) durante 10 minutos. El sistema tocó tierra a unos 110 km (70 millas) al sur de Hanói, en el norte de Vietnam, ese mismo día. Posteriormente, Mirinae se debilitó gradualmente sobre el norte de Vietnam, antes de disiparse hacia el norte de Hanói.
En Hainan, las pérdidas económicas provocadas por la tormenta alcanzaron los 300 millones de yuanes (45 millones de dólares estadounidenses). Para el 29 de julio, la tormenta había dejado cinco muertos y cinco desaparecidos en Vietnam. Se informaron daños graves a la infraestructura en el norte de Vietnam, con daños a las líneas eléctricas que causaron apagones y cortes de energía en algunas áreas. Mirinae también hundió 12 barcos, destruyó los techos de 1.425 casas y arrancó unos 5.000 árboles. Los daños en Vietnam ascendieron a ₫ 7,229 billones ($323,9 millones).

### Tormenta tropical severa Nida (Carina)
Durante el 28 de julio de 2016, se desarrolló una depresión tropical a unos 1.020 km (635 millas) al este-sureste de Manila en Filipinas. Durante el día siguiente, mientras el sistema se movía hacia el norte-noroeste bajo la influencia de una cresta subtropical de alta presión, una convección profunda comenzó a envolver el centro de circulación de bajo nivel del sistema. Durante ese día PAGASA le asignó el nombre local de Carina. El 31 de julio, Nida tocó tierra en el área entre Baggao y Gattaran de la provincia de Cagayán en Filipinas a las 13:20 PST (05:20 UTC) como una tormenta tropical severa. A las 03:35 CST del 2 de agosto (19:35 UTC del 1 de agosto), Nida tocó tierra en la península de Dapeng de Shenzhen, Guangdong, China como una tormenta tropical severa.

### Tormenta tropical severa Omais
Durante el 2 de agosto de 2016, la Agencia Meteorológica de Japón (JMA) comenzó a monitorear una depresión tropical que se había desarrollado dentro de un entorno favorable para un mayor desarrollo, a unos 565 km (350 millas) al noreste de Hagåtña en Guam. El sistema tenía un centro de circulación de bajo nivel amplio y débil, que tenía una convección atmosférica que se encendía alrededor del borde exterior del sistema. Durante los dos días siguientes, el sistema se movió lentamente hacia el noreste, antes de que el Centro Conjunto de Advertencia de Tifones (JTWC) lo clasificara como tormenta tropical Siete-W y la Agencia Meteorológica de Japón (JMA) lo nombrara Omais el 4 de agosto. Un sistema de alta presión mantuvo a Omais al este de Japón produciendo condiciones de calor y vapor en todo Japón. Aproximadamente unas 1,000 personas fueron llevadas al hospital debido a un golpe de calor cuando el índice de calor subió hasta los 40. El 9 de agosto, Omais hizo la transición a un ciclón extratropical mientras se movía sobre aguas más frías del noroeste del Océano Pacífico, Omais se disipó por completo el 10 de agosto.

### Tormenta tropical Conson
El 7 de agosto de 2016, la Agencia Meteorológica de Japón (JMA) comenzó a monitorear una depresión tropical que se había desarrollado a unos 390 km (240 millas) al oeste de la isla Wake. Durante el día siguiente, el sistema se desarrolló gradualmente a medida que avanzaba hacia el suroeste, antes de que el Centro Conjunto de Advertencia de Tifones (JTWC) lo clasificara como depresión tropical Ocho-W durante el 8 de agosto. Más tarde ese día, la Agencia Meteorológica de Japón (JMA) actualizó Ocho-W a tormenta tropical y la nombró Conson. A pesar de una cizalladura del viento moderada, Conson se intensificó lentamente y luego alcanzó la fuerza de una tormenta tropical severa el 10 de agosto. El Centro Conjunto de Advertencia de Tifones (JTWC) declaró más tarde que se estaba formando una convección profunda cerca del centro de Conson, sin embargo, poco después, la convección se desorganizó. Para el 11 de agosto, la convección se volvió a intensificar nuevamente, sin embargo, su LLCC quedó expuesto, lo que provocó que el Centro Conjunto de Advertencia de Tifones (JTWC) redujera su intensidad al extremo inferior de la fuerza de la tormenta tropical. La Agencia Meteorológica de Japón (JMA) también degradó a Conson a tormenta tropical. Durante el día siguiente, la imagen satelital mostró que la estructura convectiva de Conson comenzaba a deteriorarse a medida que comenzaba a interactuar con aire más seco, suprimiendo la convección. El centro de Conson se volvió mucho más amplio y expuesto a primera hora del 13 de agosto. Mientras se movía hacia el noroeste, Conson se definió mejor que antes, sin embargo, su convección era menos profunda cuando comenzó a interactuar con temperaturas más frías en la superficie del mar y aire más seco. El 14 de agosto, el Centro Conjunto de Advertencia de Tifones (JTWC) emitió su advertencia final sobre Conson cuando comenzó a experimentar su transición extratropical como resultado de una fuerte cizalladura del viento y la interacción de la zona baroclínica de latitud media. La Agencia Meteorológica de Japón (JMA) siguió a Conson hasta que se convirtió por completo en un ciclón extratropical el 15 de agosto y tocó tierra cerca de la península de Nemuro. Sus restos fueron rastreados hasta el mediodía del 16 de agosto.

### Tormenta tropical severa Chanthu
Durante el 11 de agosto, la Agencia Meteorológica de Japón (JMA) comenzó a rastrear una depresión tropical, mientras que el Centro Conjunto de Advertencia de Tifones (JTWC) emitió una alerta de formación de ciclones tropicales, ya que se encontraba a unos 695 km (432 millas) al oeste-noroeste de Guam. Después de serpentear hacia el este, la Centro Conjunto de Advertencia de Tifones (JTWC) designó el sistema como Nueve-W, mientras que la Agencia Meteorológica de Japón (JMA) inmediatamente actualizó 09W a tormenta tropical y le asignó el nombre de Chanthu el 13 de agosto. El Centro Conjunto de Advertencia de Tifones (JTWC) hizo lo mismo a principios del 14 de agosto. Con un LLCC mejorado, Chanthu se convirtió rápidamente en una tormenta tropical severa de la Agencia Meteorológica de Japón (JMA), ya que luego se ubicó en un área de entornos favorables de fortalecimiento. A pesar de una alta probabilidad de fortalecimiento y un LLCC bien definido, Chanthu dejó de generar convección cuando la Agencia Meteorológica de Japón (JMA) la degradó a tormenta tropical. Más tarde ese día, la convección en llamas se asoció con su LLCC cuando comenzaba su transición extratropical mientras interactuaba con el flujo de latitudes medias. Por lo tanto, a principios del 17 de agosto, Chanthu volvió a alcanzar la fuerza de una tormenta tropical severa al alcanzar su máxima intensidad con una presión mínima de 980 milibares (28,94 inHg), mientras se encontraba al este del archipiélago japonés de Honshu. Poco después, la Centro Conjunto de Advertencia de Tifones (JTWC) emitió su última advertencia sobre Chanthu. La Agencia Meteorológica de Japón (JMA) emitió su advertencia final unas horas más tarde cuando tocó tierra sobre el cabo Erimo de Hokkaido, Japón, en su máxima intensidad.
Los daños agrícolas en Japón fueron de ¥9,49 mil millones (US$94,7 millones).

### Tormenta tropical Dianmu
El 15 de agosto de 2016, se desarrolló una depresión tropical a unos 305 km (190 millas) al sureste de Hong Kong. Durante el transcurso del 17 de agosto, las imágenes satelitales mejoradas mostraron que Dianmu se estaba organizando rápidamente con una convección de llamaradas profundas que rodeaba su LLCC. Dianmu tocó tierra en las provincias de Haiphong y Thái Bình en el norte de Vietnam. Mientras estaba en tierra, el sistema se debilitó gradualmente hasta convertirse en una depresión tropical, antes de degenerar en un área de baja presión durante el 20 de agosto mientras se encontraba sobre Birmania. En la provincia de Hainan, China, las fuertes lluvias de Dianmu llevaron el nivel del agua en la represa de Longtang en el río Nandu a 13,35 metros, el máximo en diez años. La capital de Hainan, Haikou, experimentó inundaciones en algunas áreas. En Quảng Ninh, se derrumbaron un total de 11 casas y los daños totales en la ciudad ascendieron a 3.500 millones de VND (157.000 dólares estadounidenses).

### Tifón Mindulle
Una depresión tropical se formó al noroeste de Guam el 17 de agosto de 2016. El 19 de agosto, el sistema se convirtió en tormenta tropical y recibió el nombre de Mindulle a primeras horas del 19 de agosto. Sin embargo, una baja en los niveles superiores hacia el norte y el predecesor de la tormenta tropical Kompasu hacia el noreste estaban sofocando el desarrollo del flujo de salida hacia los polos. Moviéndose en el borde oriental de un giro monzónico de latitud relativamente alta y siendo dirigido por la extensión sur de la cordillera subtropical anclada al este de Japón, la intensificación de Mindulle fue limitada el 20 de agosto, debido a la modesta incorporación de aire seco que resultó en una convección en llamarada cerca de y rodeando el LLCC. Aunque Mindulle se convirtió en una tormenta tropical severa cuando estaba aproximadamente a 380 km (240 millas) al noroeste de Chichi-jima alrededor de las 15:00 JST (06:00 UTC) el 21 de agosto, el flujo de salida de la tormenta tropical Lionrock hacia el oeste estaba inhibiendo un mayor desarrollo. , ya que la distancia entre sus centros era de solo unos 600 km (370 millas) en ese momento. Con temperaturas cálidas en la superficie del mar de entre 30 y 31 °C (86 y 88 °F), buenos canales de salida hacia el ecuador y hacia los polos, así como una cizalladura vertical del viento baja, Mindulle se convirtió en tifón alrededor de las 03:00 JST del 22 de agosto (18:00 UTC del 21 de agosto), cuando el centro estaba ubicado a unos 40 km (25 millas) al este de Hachijō-jima. Alrededor de las 12:30 JST (03:30 UTC), Mindulle tocó tierra en el área cerca de Tateyama en Chiba.

### Tifón Lionrock (Dindo)
El sistema que se convertiría en el tifón Lionrock se notó por primera vez como una perturbación híbrida el 15 de agosto de 2016, mientras estaba ubicado a unos 585 km (365 millas) al oeste de la isla Wake. Se convirtió en una depresión tropical a unos 690 km (430 millas) al noroeste de la isla Wake el 16 de agosto. En ese momento, la perturbación tenía un centro de circulación de bajo nivel amplio y mal organizado, que tenía algunas bandas poco profundas de convección atmosférica que lo envolvían libremente. Durante el día siguiente, el sistema se desplazó hacia el norte, mientras que una celda TUTT creó hundimiento y una alta cizalladura vertical del viento sobre el sistema. El Centro Conjunto de Advertencia de Tifones (JTWC) consideró que el sistema era subtropical en ese momento, ya que su estructura era asimétrica, con una convección profunda desplazada hacia el norte y el este del centro de circulación de bajo nivel del sistema. Desde finales del 20 de agosto hasta principios del 22 de agosto, el sistema tuvo al menos cierta interacción con Mindulle, tomando un camino errático y lento durante un tiempo. El fortalecimiento comenzó nuevamente rápidamente, y el sistema ya comenzó a desarrollar un ojo a mediados del 23 de agosto. A mediados del 24 de agosto, el sistema alcanzó un pico inicial como una tormenta equivalente a la categoría 3.
Lionrock ingresó al área de responsabilidad de Filipinas el 25 de agosto y PAGASA asignó a Dindo como nombre local, mientras que Lionrock había comenzado un ciclo de reemplazo de la pared del ojo temprano ese día, debilitándose a una tormenta equivalente a categoría 2. Después de dos días, a primera hora del 26 de agosto, finalmente completó el ciclo de reemplazo de la pared del ojo, pero se produjo un fortalecimiento lento. Pasaron otros dos días hasta que alcanzó su punto máximo como una tormenta equivalente a categoría 4, a lo que siguió un rápido debilitamiento. El 29 de agosto, Lionrock giró hacia el noroeste debido a un sistema de alta presión ubicado al este de Japón, poniéndolo en una dirección hacia la región noreste del país. Lionrock tocó tierra cerca de Ōfunato, una ciudad en la prefectura de Iwate en Japón. Esto convirtió a Lionrock en el primer ciclón tropical en tocar tierra en la costa del Pacífico de la región de Tōhoku en Japón desde que la Agencia Meteorológica de Japón comenzó a llevar registros en 1951.

### Tormenta tropical Kompasu
El 18 de agosto, la Agencia Meteorológica de Japón (JMA) comenzó a monitorear una depresión tropical que se había desarrollado, a unos 1,300 km (810 millas) al noreste de Guam. El Centro Conjunto de Advertencia de Tifones (JTWC) comenzó a emitir avisos al día siguiente, ya que se clasificó inmediatamente como tormenta tropical y se identificó como Trece-W. La Agencia Meteorológica de Japón (JMA) hizo lo mismo a principios del 20 de agosto y fue nombrada Kompasu. A pesar de la cizalladura del viento y un LLCC expuesto, se informó de bandas fuertemente curvadas incrustadas dentro de la extensión norte de una circulación de "giro monzónico" muy amplia. Ambas agencias informaron que Kompasu había alcanzado su fuerza máxima como tormenta tropical mínima con una presión barométrica mínima de alrededor de 994 mbar. Más tarde ese día, la convección profunda de Kompasu había disminuido rápidamente ya que se encontraba en entornos marginalmente favorables con baja cizalladura del viento y temperaturas de la superficie del mar de unos 26 grados centígrados. El 21 de agosto, el Centro Conjunto de Advertencia de Tifones (JTWC) rebajó a Kompasu a depresión tropical y emitió su boletín final sobre el sistema. La Agencia Meteorológica de Japón (JMA) hizo lo mismo y emitió su aviso final sobre Kompasu en su transición a un sistema extratropical.
Las inundaciones en Hokkaidō mataron a una persona cuando un conductor quedó varado en su automóvil inundado.

### Depresión tropical Catorce-W
Durante el 23 de agosto de 2016, la depresión tropical Catorce-W se desarrolló a unos 75 km (45 millas) al este de la Base de la Fuerza Aérea Andersen, Guam. Moviéndose hacia el norte al día siguiente, el LLCC de Catoce-W quedó expuesto con una firma convectiva en deterioro. La convección profunda en llamas se desorganizó en un centro débilmente definido debido a la fuerte cizalladura del viento del norte; el Centro Conjunto de Advertencia de Tifones (JTWC) evaluó los vientos de Catorce-W solo en 25 nudos. Debido a un LLCC que decae rápidamente con ráfagas menores de convección, tanto la Agencia Meteorológica de Japón (JMA) como la Centro Conjunto de Advertencia de Tifones (JTWC) emitieron su advertencia final el Catorce-W más tarde ese mismo día.

### Tifón Namtheun (Enteng)
Un área de baja presión se convirtió en una depresión tropical al sureste de Taiwán a principios del 31 de agosto. Más tarde ese día, el Centro Conjunto de Advertencia de Tifones (JTWC) comenzó a emitir avisos sobre el sistema, asignando la designación de Quince-W. Temprano al día siguiente, Quince-W se había intensificado hasta convertirse en una tormenta tropical por ambas agencias, y la Agencia Meteorológica de Japón (JMA) provocó el nombre de Namtheun. Sin embargo, PAGASA comenzó a emitir avisos sobre Namtheun y lo consideró como una depresión tropical y le dio el nombre local de Enteng. A pesar de que la estructura general de la tormenta se describe como "enana" con un LLCC muy pequeño pero compacto, Namtheun había comenzado una fase de rápida intensificación y se desarrolló un ojo de alfiler; por lo tanto, el Centro Conjunto de Advertencia de Tifones (JTWC) actualizó Namtheun a un tifón de Categoría 1. Sin embargo, la Agencia Meteorológica de Japón (JMA) actualizó Namtheun solo a una tormenta tropical severa en ese momento. Más tarde ese día, PAGASA había declarado que la tormenta había salido de su área de responsabilidad como tormenta tropical severa. Para el 2 de septiembre, se produjo una rápida intensificación cuando se informó que Namtheun estaba ubicado sobre una región de temperaturas cálidas de la superficie del mar de 30 grados centígrados con un alto contenido de calor en el océano, lo que llevó a la Agencia Meteorológica de Japón (JMA) a clasificarlo como un tifón. Namtheun desarrolló un ojo estenopeico de 8 millas náuticas (15 km; 9,2 millas) de ancho y alcanzó su fuerza máxima como tifón de categoría 3 con vientos sostenidos de 185 km/h (115 mph) durante 1 minuto; Sin embargo, la Agencia Meteorológica de Japón (JMA)  declaró su fuerza máxima de 10 minutos a principios del 3 de septiembre con una presión barométrica mínima de 955 milibares. En ese momento, Namtheun fue representado con una estructura significativamente debilitada y una disipación de su ojo, por lo tanto, el Centro Conjunto de Advertencia de Tifones (JTWC) rebajó a Namtheun rápidamente a una fuerte categoría 1. El 4 de septiembre, Namtheun se había debilitado a tormenta tropical debido a la disminución de la convección, causada por una fuerte cizalladura del viento del suroeste. Después de tocar tierra en Nagasaki, Kyushu, tanto la Agencia Meteorológica de Japón (JMA) como la Centro Conjunto de Advertencia de Tifones (JTWC) emitieron su aviso final como depresión tropical a principios del 5 de septiembre.

### Tormenta tropical Malou
El 5 de septiembre, la Agencia Meteorológica de Japón (JMA) comenzó a monitorear una depresión tropical que se había desarrollado sobre la prefectura japonesa de Okinawa. La depresión estaba ubicada en un entorno favorable para un mayor desarrollo, con temperaturas superficiales del mar muy cálidas y una cizalladura vertical del viento baja. Durante el día siguiente, el sistema se movió hacia el noreste hacia el continente japonés, antes de que la Agencia Meteorológica de Japón (JMA) lo clasificara como tormenta tropical y lo nombrara Malou el 6 de septiembre. Sin embargo, el Centro Conjunto de Advertencia de Tifones (JTWC) clasificó a Malou como un sistema híbrido, con características tanto subtropicales como tropicales. También notaron que el desarrollo convectivo alrededor del centro de circulación de bajo nivel del sistema se estaba obstaculizando, ya que los vientos subtropicales del oeste estaban ubicados sobre el sistema. Durante el 7 de septiembre, el sistema comenzó a acelerar hacia el norte, antes de que la Agencia Meteorológica de Japón (JMA) emitiera su aviso final sobre el sistema cuando Malou se convirtió en un ciclón extratropical.

### Tifón Meranti (Ferdie)
El 8 de septiembre, se formó una depresión tropical en una región de baja cizalladura del viento, dirigida por cordilleras hacia el norte y suroeste, con temperaturas cálidas del agua y salida desde el sur. El sistema alcanzó fuerza de tormenta tropical a las 06:00 UTC del 10 de septiembre, recibiendo el nombre de Meranti. Las bandas de lluvia y un nuboso denso central continuaron evolucionando a medida que disminuía la cizalladura del viento. A primeras horas del 12 de septiembre, Meranti alcanzó el estado de tifón. Se desarrolló un pequeño ojo de 9 km (5,6 millas) de ancho dentro de las tormentas eléctricas en espiral, y Meranti comenzó a intensificarse rápidamente. Meranti alcanzó rápidamente vientos sostenidos estimados de 1 minuto de 285 km/h (175 mph), equivalentes a la categoría 5 en la escala de huracanes de Saffir-Simpson (EHSS). Meranti alcanzó gradualmente su máxima intensidad el 13 de septiembre al pasar por el estrecho de Luzón. La Agencia Meteorológica de Japón (JMA) estimó vientos máximos sostenidos de 10 minutos de 220 km/h (135 mph) y una presión barométrica mínima de 890 hPa (mbar; 26,28 inHg), mientras que el Centro Conjunto de Advertencia de Tifones (JTWC) estimó vientos máximos sostenidos de 1 minuto de 315 km/h (195 mph). Según la estimación de presión de Agencia Meteorológica de Japón (JMA), Meranti se encontraba entre los ciclones tropicales más intensos. La estimación de vientos de Centro Conjunto de Advertencia de Tifones (JTWC) convirtió a Meranti en el ciclón tropical más fuerte del mundo en 2016, superando al ciclón Winston, que tenía vientos de 285 km/h (175 mph) cuando golpeó Fiyi en febrero. A última hora del 13 de septiembre, la tormenta tocó tierra en la isla de Itbayat, de 83 km2 (32 millas cuadradas), en la provincia filipina de Batanes, mientras se acercaba a su máxima intensidad. Alrededor de las 03:05 CST del 15 de septiembre (19:05 UTC del 14 de septiembre), Meranti tocó tierra en el distrito de Xiang'an, Xiamen en Fujian, China, con vientos sostenidos medidos en 2 minutos de 173 km/h (108 mph), convirtiéndolo en el tifón más fuerte que jamás haya tocado tierra en la provincia china de Fujian.

### Depresión tropical Diecisiete-W
Durante el 8 de septiembre, el Centro Conjunto de Advertencia de Tifones (JTWC) comenzó a monitorear una perturbación tropical que se había desarrollado a unos 1210 km (750 millas) al oeste de Iwo To. Moving northward in a few days, the JTWC assessed that the system had strengthened into Tropical Depression 17W. Moviéndose hacia el norte en unos pocos días, el Centro Conjunto de Advertencia de Tifones (JTWC) evaluó que el sistema se había fortalecido en la depresión tropical Diecisiete-W. A pesar de que su LLCC seguía siendo pequeño, las imágenes satelitales mostraron que Diecisiete-W producía una convección persistente y algunas bandas en espiral. Más tarde, aire más seco rodeó la depresión, ya que ahora estaba firmemente incrustada con el flujo oeste-suroeste por delante de la zona frontal de latitud media. El Centro Conjunto de Advertencia de Tifones (JTWC) emitió su aviso final en Diecisiete-W el 12 de septiembre, ya que el sistema se estaba deteriorando rápidamente debido a la cizalladura vertical del viento y se debilitó a una baja remanente. Sus remanentes fueron absorbidos más tarde por un frente cerca de la línea internacional de cambio de fecha, a última hora del 14 de septiembre.
En el análisis posterior de Agencia Meteorológica de Japón (JMA), 17W fue reconocido como una depresión tropical y el sistema se observó por primera vez el 10 de septiembre.

### Tormenta tropical Rai
El 11 de septiembre, se formó una depresión tropical en un entorno desfavorable para un mayor desarrollo, a unos 860 km (535 millas) al noreste de la ciudad de Ho Chi Minh, Vietnam. Las imágenes satelitales luego mostraron que el LLCC de Diecinueve-W era amplio y definido con algunas bandas convectivas profundas. Su LLCC quedó expuesto, aunque su profunda convección permaneció en su lugar. Aunque la Agencia Meteorológica de Japón (JMA) declaró que Diecinueve-W se había convertido en tormenta tropical, el Centro Conjunto de Advertencia de Tifones (JTWC) consideró que el sistema no había alcanzado la intensidad de tormenta tropical. Rai tocó tierra en el centro de Vietnam, a unos 94 km (59 millas) al sureste de la ciudad de Da Nang. Rai se degradó a depresión tropical seis horas después.
Las fuertes lluvias en el centro de Vietnam y el norte de Tailandia provocaron inundaciones y el estallido de la planta hidroeléctrica Bung River 2 en la provincia de Quảng Nam de Vietnam, que liberó 28 millones de metros cúbicos de agua y arrastró a dos trabajadores. Cuatro barcos se hundieron a lo largo de la costa central de Vietnam y otros 2 quedaron varados, mientras que 5 casas quedaron completamente destruidas y otras 275 tuvieron sus techos arrancados. La mayor parte de los daños se produjeron en la provincia de Nghệ An debido a las inundaciones, por un valor aproximado de 748.000 millones de ₫ (33,6 millones de dólares estadounidenses). En total, Rai causó 12 muertes y daños por valor de ₫ 825 mil millones (US$37 millones).

### Otros sistemas
- El 23 de junio, la Agencia Meteorológica de Japón (JMA) comenzó a monitorear una amplia depresión tropical que se había desarrollado, a unos 420 km (260 millas) al suroeste de Manila en Filipinas.[196][197] El sistema estaba ubicado dentro de un entorno favorable para un mayor desarrollo, pero no se esperaba que se desarrollara más, ya que se esperaba que un mínimo de nivel superior se moviera sobre el sistema.[197] Durante los días siguientes, el sistema se movió hacia el noroeste, antes de que se disipara y se convirtiera en un área remanente de baja presión durante el 25 de junio.[28] Sin embargo, los restos del sistema fueron rastreados hasta que tocaron tierra en el centro de Vietnam el 27 de junio.[28] El sistema fue responsable de algunas fuertes lluvias en el centro y sur de Vietnam.[198]
- La Agencia Meteorológica de Japón (JMA) actualizó un área de baja presión al este de Taiwán a depresión tropical el 6 de agosto.[199] El sistema tocó tierra en el este de China el 9 de agosto.
- El 10 de agosto, la Agencia Meteorológica de Japón (JMA) informó que se había desarrollado una depresión tropical, a unos 300 km (185 millas) al sureste de la isla Ishigaki.[200][201] Durante el día siguiente, el sistema se movió hacia el noroeste, dentro de un entorno marginal para un mayor desarrollo, antes de pasar por el norte de Taiwán y avanzar hacia el Mar de China Oriental.[201][202][203] Posteriormente, el sistema continuó moviéndose hacia el oeste, antes de que se notara por última vez cuando tocó tierra en el sur de China más tarde ese día.[204] Durante el 12 de agosto se desarrolló una depresión tropical cerca de la costa de Taiwán, a unos 160 km (100 millas) al sureste de Taipéi.[205] Posteriormente, el sistema tocó tierra en la isla, antes de que se notara por última vez durante el día siguiente cuando se disipó sobre Taiwán.[206] Una depresión tropical apareció brevemente sobre el Golfo de Tonkin a principios del 16 de agosto.[207] Una depresión tropical persistió al este de las Islas Marianas del Norte en la tarde del 17 de agosto.[111] El sistema se notó por última vez temprano al día siguiente y condujo a la formación de la tormenta tropical Kompasu.[208] Durante el 24 de agosto, se desarrollaron brevemente dos depresiones tropicales; uno en el Mar de China Meridional y otro al noreste de las Islas Marianas.[209] Sin embargo, el sistema sobre el Mar de China Meridional se convirtió brevemente en una depresión tropical dos veces el 25 y el 27 de agosto. Una depresión tropical se formó al norte de la isla Wake a principios del 30 de agosto y se convirtió en extratropical al día siguiente.[210][211]
- El 10 de septiembre, la Agencia Meteorológica de Japón (JMA) había monitoreado brevemente una depresión tropical al este de Okinawa.[179] El 15 de octubre, la Agencia Meteorológica de Japón (JMA) informó que una depresión tropical había ingresado a la cuenca desde el Pacífico Central.[212] El sistema se movió en dirección oeste hasta disiparse varias horas después ese mismo día.[213]
- El 1 de noviembre, la Agencia Meteorológica de Japón (JMA) comenzó a rastrear una depresión tropical a unos 704 km (437 millas) al este de la Base de la Fuerza Aérea Andersen, Guam.[214][215] Más tarde ese mismo día, la Agencia Meteorológica de Japón (JMA) comenzó a emitir avisos sobre la depresión, mientras que el Centro Conjunto de Advertencia de Tifones (JTWC) había emitido una alerta de formación de ciclones tropicales,[216][217] aunque la cancelaron temprano el 2 de noviembre.[218] El sistema se desplazó hacia el norte hasta que la Agencia Meteorológica de Japón (JMA) emitió su aviso final cuando interactuó con las bandas de lluvia exteriores del cercano tifón Meari y se convirtió en extratropical el 5 de noviembre.[219]
- Durante el 10 de diciembre, la Agencia Meteorológica de Japón (JMA) comenzó a monitorear una depresión tropical que se había desarrollado a unos 415 km (260 millas) al sureste de la ciudad de Ho-Chi-Minh en el sur de Vietnam.[220] Durante los dos días siguientes, el sistema se movió lentamente hacia el oeste sin desarrollarse más, antes de tocar tierra y disiparse sobre el sur de Vietnam el 13 de diciembre. La depresión había causado lluvias torrenciales y fuertes inundaciones desde mediados de diciembre en el centro y sur de Vietnam, donde al menos 24 personas murieron y los daños totales alcanzaron al menos ₫ 1,21 billones (US$53,4 millones) en Vietnam.[221] El 27 de diciembre, la Agencia Meteorológica de Japón (JMA) monitoreó brevemente una depresión tropical ubicada cerca de Chuuk, que se disipó más tarde ese mismo día.[222]

## Nombres de los ciclones tropicales
Dentro del Océano Pacífico Noroccidental, tanto la Agencia Meteorológica de Japón (JMA) como la Administración de Servicios Atmosféricos, Geofísicos y Astronómicos de Filipinas (PAGASA) asignan nombres a los ciclones tropicales que se desarrollan en el Pacífico Occidental, lo que puede dar como resultado que un ciclón tropical tenga dos nombres. El Centro de Tifones RSMC Tokio de la Agencia Meteorológica de Japón asigna nombres internacionales a los ciclones tropicales en nombre del Comité de Tifones de la Organización Meteorológica Mundial (OMM), en caso de que se juzgue que tienen una velocidad del viento sostenida de 10 minutos de 65 km/h (40 mph). PAGASA nombra a los ciclones tropicales que se mueven o forman una depresión tropical en su área de responsabilidad ubicada entre 135°E y 115°E y entre 5°N y 25°N, incluso si el ciclón tiene un nombre internacional asignado. Los nombres de ciclones tropicales significativos son retirados, tanto por PAGASA como por el Comité de Tifones. Si la lista de nombres para la región de Filipinas se agota, los nombres se tomarán de una lista auxiliar de los cuales se publican los primeros diez cada temporada. Los nombres no utilizados están marcados en gris.

### Nombres internacionales
Se nombra un ciclón tropical cuando se considera que tiene una velocidad del viento sostenida de 10 minutos de 65 km/h (40 mph). La Agencia Meteorológica de Japón (JMA) seleccionó los nombres de una lista de 140 nombres, que habían sido desarrollados por los 14 países y territorios miembros del Comité de Tifones ESCAP/WMO. Los nombres retirados, si los hay, serán anunciados por la Organización Meteorológica Mundial (OMM) en 2017; los nombres de reemplazo se anunciarán en 2018. Los siguientes 26 nombres en la lista de nombres se enumeran aquí junto con su designación numérica internacional, si se usan. Durante la temporada, el nombre Rai se utilizó por primera vez después de que fuera reemplazado por el nombre Fanapi en la temporada 2010.
| Nepartak | Lupit | Mirinae | Nida | Omais | Conson | Chanthu | Dianmu | Mindulle | Lionrock | Kompasu | Namtheun | Malou    |
| Meranti  | Rai   | Malakas | Megi | Chaba | Aere   | Songda  | Sarika | Haima    | Meari    | Ma-on   | Tokage   | Nock-ten |

#### Nombres retirados
Después de la temporada, el Comité de Tifones retiró los nombres Meranti, Sarika, Haima y Nock-ten de las listas de nombres, y en febrero de 2018, los nombres fueron reemplazados posteriormente por Nyatoh, Trases, Mulan e Hinnamnor para las temporadas futuras, respectivamente.

### Filipinas
| Ambo               | Butchoy           | Carina            | Dindo             | Enteng            |
| Ferdie             | Gener             | Helen             | Igme              | Julian            |
| Karen              | Lawin             | Marce             | Nina              | Ofel (sin usar)   |
| Pepito (sin usar)  | Quinta (sin usar) | Rolly (sin usar)  | Siony (sin usar)  | Tonyo (sin usar)  |
| Ulysses (sin usar) | Vicky (sin usar)  | Warren (sin usar) | Yoyong (sin usar) | Zosimo (sin usar) |
| Lista auxiliar     |                   |                   |                   |                   |
| Alakdán (sin usar) | Baldo (sin usar)  | Clara (sin usar)  | Dencio (sin usar) | Estong (sin usar) |
| Felipe (sin usar)  | Gomer (sin usar)  | Heling (sin usar) | Ismael (sin usar) | Julio (sin usar)  |

Esta temporada, PAGASA utilizará su propio esquema de nombres para las tormentas que se desarrollarán dentro de su área de responsabilidad autodefinida. Los nombres se toman de una lista de nombres que se usaron por última vez en 2012 y están programados para volver a usarse en 2020. Todos los nombres son iguales excepto a Pepito, que reemplazó el nombre de Pablo. El nombre Gardo fue reemplazado por Gomer después de que Gardo se agregó a la lista principal de PAGASA reemplazando a Glenda, que se retiró después de la temporada 2014.

#### Nombres retirados
- Después de la temporada, los nombres Karen, Lawin y Nina fueron retirados por PAGASA, ya que habían causado más de mil millones de dólares en daños. Posteriormente fueron reemplazados en la lista con los nombres de Kristine, Leon y Nika para la temporada de tifones en el Pacífico de 2020.[229]